# Municipio de Blair (Illinois)
El municipio de Blair (en inglés: Blair Township) es un municipio ubicado en el condado de Clay en el estado estadounidense de Illinois. En el año 2010 tenía una población de 636 habitantes y una densidad poblacional de 6,78 personas por km².

## Geografía
El municipio de Blair se encuentra ubicado en las coordenadas 38°52′12″N 88°31′32″O / 38.87000, -88.52556. Según la Oficina del Censo de los Estados Unidos, el municipio tiene una superficie total de 93.82 km², de la cual 93,82 km² corresponden a tierra firme y (0 %) 0 km² es agua.

## Demografía
Según el censo de 2010, había 636 personas residiendo en el municipio de Blair. La densidad de población era de 6,78 hab./km². De los 636 habitantes, el municipio de Blair estaba compuesto por el 99,84 % blancos y el 0,16 % eran de una mezcla de razas. Del total de la población el 0,31 % eran hispanos o latinos de cualquier raza.